# هیو گالاکر
هیو گالاکر (انگلیسی: Hughie Gallacher؛ ۲ فوریهٔ ۱۹۰۳ – ۱۱ ژوئن ۱۹۵۷) یک بازیکن فوتبال اهل اسکاتلند بود.
وی سابقه بازی در تیم‌های نیوکاسل یونایتد، چلسی، دربی کانتی و نوتس کانتی و همین طور ۲۰ بازی و ۲۳ گل ملی برای تیم ملی فوتبال اسکاتلند را دارد.